# Collado Hermoso (kommun)
Collado Hermoso är en kommun i Spanien.   Den ligger i provinsen Provincia de Segovia och regionen Kastilien och Leon, i den centrala delen av landet, 70 km norr om huvudstaden Madrid. Antalet invånare är 157.